# Bucle (teoria de grafs)

Un graf amb un bucle en el vèrtex 1.

En teoria de grafs, un bucle o loop és una aresta que connecta un vèrtex amb si mateix. Un graf simple no té bucles.
Depenent del context, un graf o multigraf pot estar definit o no per permetre-hi la presència de bucles.

## Graus
Per a un graf no dirigit, el grau d'un vèrtex és igual al nombre de vèrtexs adjacents. No obstant això, si un vèrtex té un bucle, hem de sumar 2 al grau. Això és perquè cada connexió de l'aresta del bucle compta com el seu propi vèrtex adjacent, o en altres paraules, un vèrtex amb un bucle es veu a si mateix com un node adjacent des dels dos extrems de l'aresta.
Per a un graf dirigit, un bucle suma 1 al grau d'entrada i 1 al grau de sortida.